# Medalla Conmemorativa por el Centenario del Natalicio de Lenin
La Medalla Conmemorativa por el Centenario del Natalicio de Lenin (en ruso: Медаль «В ознаменование 100-летия со дня рождения Владимира Ильича Ленина») fue una condecoración de la Unión de Repúblicas Socialistas Soviéticas establecida por decreto del 5 de noviembre de 1969 del Presídium del Sóviet Supremo, para conmemorar el centenario del nacimiento de Vladímir Ilich Lenin (1870-1924), fundador de la Unión Soviética.
Su estatuto fue enmendado el 18 de julio de 1980 por decreto del Presídium del Sóviet Supremo. La medalla se concedía a miembros eminentes de la sociedad soviética, el liderazgo militar y miembros extranjeros de los movimientos comunistas y obreros internacionales.
La medalla se otorgó a más de once millones de personas, unos nueve millones a trabajadores, unos dos millones a personal militar y otros cinco mil a ciudadanos extranjeros, miembros de delegaciones gubernamentales.

## Estatuto de medalla
La Medalla Conmemorativa por el Centenario del Natalicio de Lenin se establece en dos títulos:   
- «Por trabajo valiente. En conmemoración del centenario del nacimiento de Vladimir Ilich Lenin»;
- «Por valor militar. En conmemoración del centenario del nacimiento de Vladimir Ilich Lenin».

La Medalla Conmemorativa por el Centenario del Natalicio de Lenin, «Por trabajo valiente» se otorga aː
- Trabajadores avanzados, agricultores colectivos, especialistas en la economía nacional, empleados de instituciones estatales y organizaciones públicas, científicos y figuras culturales que mostraron altos estándares de trabajo en preparación para el aniversario leninista;
- Personas que participaron activamente en la lucha por el establecimiento del poder soviético o en la defensa de la Patria, o contribuyeron significativamente con su trabajo a la construcción del socialismo en la URSS, quienes, con su ejemplo personal y actividades sociales, ayudan al partido a educar a las generaciones más jóvenes;[1]

La Medalla Conmemorativa por el Centenario del Natalicio de Lenin, «Por valor militar». Se otorga aː
- Militares del Ejército soviético, la Armada, las tropas del Ministerio del Interior de la URSS, tropas y órganos del Comité de Seguridad del Estado dependiente del Consejo de Ministros de la URSS, quienes lograron un excelente desempeño en combate y entrenamiento político, altos resultados en el mando de tropas y mantenimiento de su preparación al combate.[1]

La medalla también se otorga a los líderes del movimiento comunista y obrero internacional y otras figuras progresistas extranjeras. En este caso la medalla lleva la designación básica del premio.
La medalla se lleva en el lado izquierdo del pecho y, en presencia de otras órdenes y medallas de la URSS, se coloca encima de ellas pero, si existieran, debajo de la medalla "Estrella de Oro" de Héroe de la Unión Soviética y/o la medalla de oro de Héroe del Trabajo Socialista, si estas condecoraciones no existieran, en su lugar. 
Cuando no se use, la cinta de la medalla debe ubicarse inmediatamente después de la cinta de la Medalla de la Distinción Laboral, en la barra de la cinta. Si se usa en presencia de Órdenes o medallas de la Federación de Rusia, estas últimas tienen prioridad.

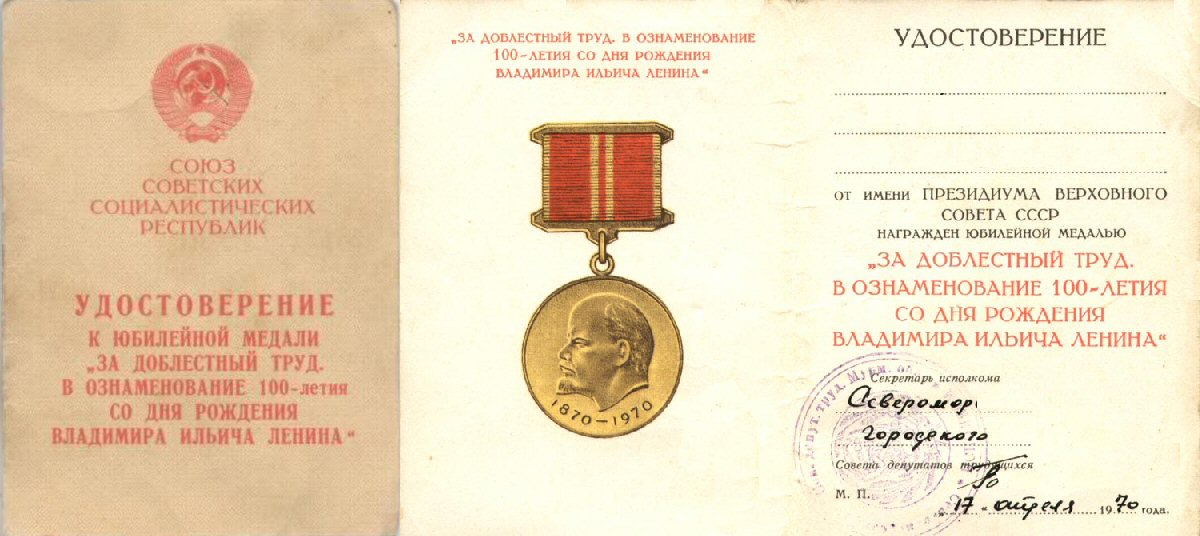
Documento de concesión de la medalla (portada y páginas interiores)

Cada medalla venía con un certificado de premio, este certificado se presentaba en forma de un pequeño folleto de cartón de 8 cm por 11 cm con el nombre del premio, los datos del destinatario y un sello oficial y una firma en el interior.

## Descripción
La Medalla Conmemorativa por el Centenario del Natalicio de Lenin, en sus tres variantes, es una medalla circular de latón de 32 mm de diámetro, con un borde elevado.
En el anverso de la medalla, sobre un fondo mate, hay una imagen de perfil en relieve de Vladimir Lenin, mirando hacia la izquierda. En la parte inferior, la fecha «1870-1970».
En el reverso lleva en el centro la inscripción en relieve horizontal en cuatro líneas «PARA CONMEMORAR EL 100 ANIVERSARIO DE V.I. LENIN» (en ruso: «В ОЗНАМЕНОВАНИЕ 100-ЛЕТИЯ СО ДНЯ РОЖДЕНИЯ В. И. ЛЕНИНА»), sobre la inscripción de la hoz y el martillo, debajo de la inscripción, la imagen en relieve de una pequeña estrella de cinco puntas. La variante a los civiles soviéticos también llevaba la inscripción en relieve a lo largo de la circunferencia superior de la medalla «POR TRABAJO VALIANTE» (en ruso: «ЗА ДОБЛЕСТНЫЙ ТРУД»), la variante militar llevaba la inscripción en relieve a lo largo de la circunferencia superior de la medalla «POR VALOR MILITAR» (en ruso: «ЗА ВОИНСКУЮ ДОБЛЕСТЬ»), en el premio a los extranjeros, se omitieron estas inscripciones.
La medalla está conectada con una orejeta y un enlace ovalado a un bloque rectangular con un hueco en los lados. Ancho del bloque - 29 mm, altura - 25 mm (incluida la protuberancia inferior). Hay ranuras a lo largo de la base del bloque, su parte interior está cubierta con una cinta de muaré de seda roja de 24 mm de ancho. Hay cuatro franjas amarillas longitudinales en la cinta: dos en el medio y una en los bordes. El bloque tiene un alfiler en la parte posterior para sujetar la medalla a la ropa.

## Medallas y cintas
| Anverso común | Reverso "Por Trabajo Valiente" | Reverso "Por Valor Militar" | Reverso Para líderes extranjeros |
| ------------- | ------------------------------ | --------------------------- | -------------------------------- |
|               |                                |                             |                                  |